# Burcardo II de Suabia
Burcardo II (883/884 - 29 de abril de 926) fue duque de Suabia (desde 917) y conde de Recia. Era hijo de Burcardo I de Suabia y Lutgarda de Sajonia.

## Biografía
Burcardo participó de manera significativa en los violentos conflictos por la formación del ducado de Suabia. Pertenecía a una de las principales familias del suroeste de Franconia, fundó junto con su esposa el monasterio de santa Margarita en Waldkirch para extender la influencia de su familia en la región de Renania. Tras el arresto y la ejecución de su padre, por alta traición en 911, él y su esposa, Regelinda, hija del conde Eberardo I de Zürich, se fueron a Italia: ya sea desterrado por el conde Erchanger o exiliados voluntariamente a sí mismos y a sus familiares sobre los Alpes. Alrededor de 913, Burcardo regresó del exilio y tomó el control de la propiedad de su padre. En 915, se unió a Ercanger y al duque Arnulfo de Baviera, en la batalla contra los magiares. Entonces Burcardo y Ercanger se volvieron contra el rey Conrado I de Alemania y, en la batalla de Wahlwies en Hegau, lo derrotaron y Ercanger fue proclamado duque.
Después de que Ercanger fuera asesinado el 21 de enero de 917, Burcardo tomó todas sus tierras y fue universalmente reconocido como duque. En 919, el rey Rodolfo II de Borgoña se apoderó del condado de Zúrich e invadió la región de Constanza, el centro político y cultural del ducado de Suabia. En Winterthur, sin embargo, Rodolfo fue derrotado por Burcardo, que de este modo consolidó el ducado y obligó al rey a reivindicarle sus territorios. En ese mismo año, reconoció al rey electo de Alemania, Enrique I el Pajarero, duque de Sajonia. Enrique, a su vez dio derechos a Burcardo de tributación e investidura de los obispos y abades en su ducado.
En 922, Burcardo casó a su hija Berta con Rodolfo y reafirmó la paz de los tres años anteriores. Burcardo entonces acompañó a Rodolfo a Italia cuando fue elegido rey por los opositores del emperador Berengario de Friuli. En 924, el emperador murió y Hugo de Arlés fue elegido por sus partidarios para oponerse a Rodolfo. Burcardo atacó Novara, defendida por las tropas de Lamberto, arzobispo de Milán. Allí fue asesinado, probablemente el 29 de abril. Su viuda, Regelinda (m. 958), se volvió a casar con el sucesor de Burcardo, Herman I.

## Descendencia
Regelinda le había dado cinco hijos:
1. Gisela (c. 905 - 26 de octubre 923 o 925), abadesa de Waldkirch
2. Hicha (c. 905-950)
3. Burcardo III (c. 915- 11 noviembre 973), más tarde duque de Suabia
4. Berta(c. 907 - 2 enero 961), se casó con el rey Rodolfo II de Borgoña
5. Adalrico (m. 973), monje en la abadía de Einsiedeln

## Literatura
- Alfons Zettler, Geschichte des Herzogtums Schwaben, Stuttgart, 2003, Seiten 103ff; ISBN 3-17-015945-3.
- Gerhard Hartmann & Karl Schnith: Die Kaiser - 1200 Jahre europäische Geschichte. Genehmigte Lizenzausgabe für Verlagsgruppe Weltbild GmbH, Augsburg, 2003 ISBN 3-8289-0549-8
- Julius Hartmann: Burchard I. (Herzog von Schwaben). In: Allgemeine Deutsche Biographie (ADB). Band 3, Duncker & Humblot, Leipzig 1876, S. 562.
- Hans Jürgen Rieckenberg: Burchard I., Herzog von Schwaben. In: Neue Deutsche Biographie (NDB). Band 3, Duncker & Humblot, Berlín 1957, ISBN 3-428-00184-2, S. 28 (Digitalizado).